# Hugo Scholz (Wirtschaftsfunktionär)
Hugo Scholz (* 22. November 1894; † nach 1975) war ein deutscher Wirtschaftsfunktionär. In den 1950er und 1960er Jahren war Scholz Vorstandsmitglied der Vereinigten deutschen Metallwerke, heute ThyssenKrupp VDM.

## Leben und Tätigkeit
Nach dem Schulbesuch und dem Studium der Staatswissenschaften (?) an der Universität Heidelberg, das er 1921 mit der Promotion abschloss, begann Scholz in der Industrie zu arbeiten. Anfang der 1930er Jahre ist er als Leiter eines Pressebüros nachweisbar, das von den Industriellen Friedrich Flick und Otto Wolff gemeinsam finanziert wurde. Dieses Büro hatte die Aufgabe, zur Wahrung der Interessen seiner Finanziers Kontakte zu wichtigen Presseredaktionen, Parteien, Verbänden und insbesondere zu staatlichen Stellen zu halten. Scholz stand 1932 in persönlicher Korrespondenz mit dem von der Regierung Papen als Reichskommissar im Preußischen Innenministerium eingesetzten Franz Bracht.
In der Zeit vom 15. Oktober 1946 bis 30. Juni 1947 fungierte Scholz als Leiter des Sekretariats der von Heinrich Dinkelbach geführten „Treuhandverwaltung der North German Iron and Steel Control“ (NGISC) in Düsseldorf, einer im Oktober 1946 von der britischen Militärverwaltung gebildeten kommissarischen deutschen Behörde, die mit der Durchführung der zur Wiederingangbringung der Eisen- und Stahlindustrie im Ruhr-Gebiet notwendigen Maßnahmen sowie mit einer allgemeinen „Entflechtung und Neuordnung“ der westdeutschen Schwerindustrie beauftragt war. Nach Scholz’ Ausscheiden aus seiner Position rückte der spätere CDU-Politiker und Bundesminister Gerhard Schröder auf diesen Posten auf.
In den 1950er Jahren wurde Scholz Mitglied des damals vier Personen fassenden Vorstandes der Vereinigten deutschen Metallwerke in Frankfurt am Main.

## Schriften
- Die Lage der Angestellten und Arbeiter in der Rheinschiffahrt, Heidelberg 1921. (Dissertation)